# آرشي فيشر
آرشي فيشر (بالإنجليزية: Archie Fisher)‏ هو رسام نيوزيلندي، ولد في 1921، وتوفي في 7 نوفمبر 1959.